# Kivubo (vattendrag, lat -3,84, long 29,94)
Kivubo är ett vattendrag i Burundi. Det ligger i den centrala delen av landet, 80 kilometer sydost om huvudstaden Bujumbura.
Omgivningarna runt Kivubo är en mosaik av jordbruksmark och naturlig växtlighet. Runt Kivubo är det ganska tätbefolkat, med 192 invånare per kvadratkilometer.